# Constantin Pecqueur
Constantin Pecqueur (Arleux (Alts de França), 1801 - Taverny (Val-d'Oise), 1887), va ser un economista i pensador socialista francès. Després de col·laborar amb Louis Blanc a la Revolució de 1848 i publicar entre 1849 i 1850 la revista Le Salut du Peuple, es va apartar de la vida pública escrivint molt poc a partir de llavors. Les seves obres principals les va publicar abans de 1848 i no van ser molt apreciades en el seu moment, encara que van influir i van ser àmpliament utilitzades per Karl Marx i els primers teòrics del <<col·lectivisme>>.
Quan es van difondre a França les doctrines saintsimonianes, arran de la Restauració, Pecqueur va ser un dels seus principals adeptes, però no es va acontentar amb acceptar-les cegament, per la qual cosa es va afiliar després al fourierisme (Charles Fourier). Des de 1832 fins a 1833 va exposar al Phalaustère els seus particulars punts de vista, que venien a asseure una mena de comunisme religiós. En 1848 fou nomenat sub-bibliotecari de l'Assemblea Nacional, formant, a més, part de la Comissió per al govern dels treballadors, creada per Louis Blanc, sent encarregat amb Vidal d'elaborar els projectes de llei que sobre organització del treball havien de presentar-se a l'Assemblea Nacional, redactats tots dos (si bé l'obra és deguda gairebé totalment a Vidal) un pla de socialisme d'Estat que es va publicar al Monitor, però el cop d'Estat de 1851 li va fer perdre aquella feina.
Pecqueur és partidari de la socialització del sòl i dels instruments de producció; sustenta, a més, la teoria d'una associació universal, en què cada individu ha de tenir la seva funció social ben definida, amb els seus drets i deures inherents. D'aquesta manera, diu, s'aconseguiria el govern de tothom i l'explotació de la terra en profit de tothom. L'educació integral faria els homes aptes per complir el seu destí moral i material, i només així s'aconseguiria el que ell anomena <<república de Déu>>.
Les teories de Pecqueur van servir de norma al socialisme francès des de 1835 fins a 1850.

## Obres
- Intérêts du commerce et de l'industrie (1836);
- Des amélioriations matérielles dans leurs rapports avec la liberté (1839);
- La réforme électorale (1840);
- Théorie nouvelle d'économie sociale et politique (1842), a la qual serveix de complement sentimental, com diu un biògraf de Pecqueur, el petit tracta de la République de Dieu (1844);
- De la paix, de son principe et de sa realisation (1842);
- Des armées dans leurs rapports avec l'industrie, la morale et la liberté (1842), etc...

En 1849 fundà el diari Le Salut du Peuple, que va durar molt poc de temps. Les teories de Pecqueur van servir de norma al socialisme francès des del 1835 fins al 1850. Bourguin diu que Pecqueur va ser, amb Proudhon, un dels principals autors en què es va inspirar Karl Marx.